# Sega Saturn
Sega Saturn (japonsky セガサターン, Sega Satān) je 32bitová herní konzole od firmy Sega. Jedná se o zástupce páté generace herních konzolí (podobně jako např. Sony PlayStation). Poprvé byla představena 22. listopadu 1994 v Japonsku, následovala premiéra 27. dubna 1995 v USA a poté 8. července 1995 v Evropě.

## Prodeje

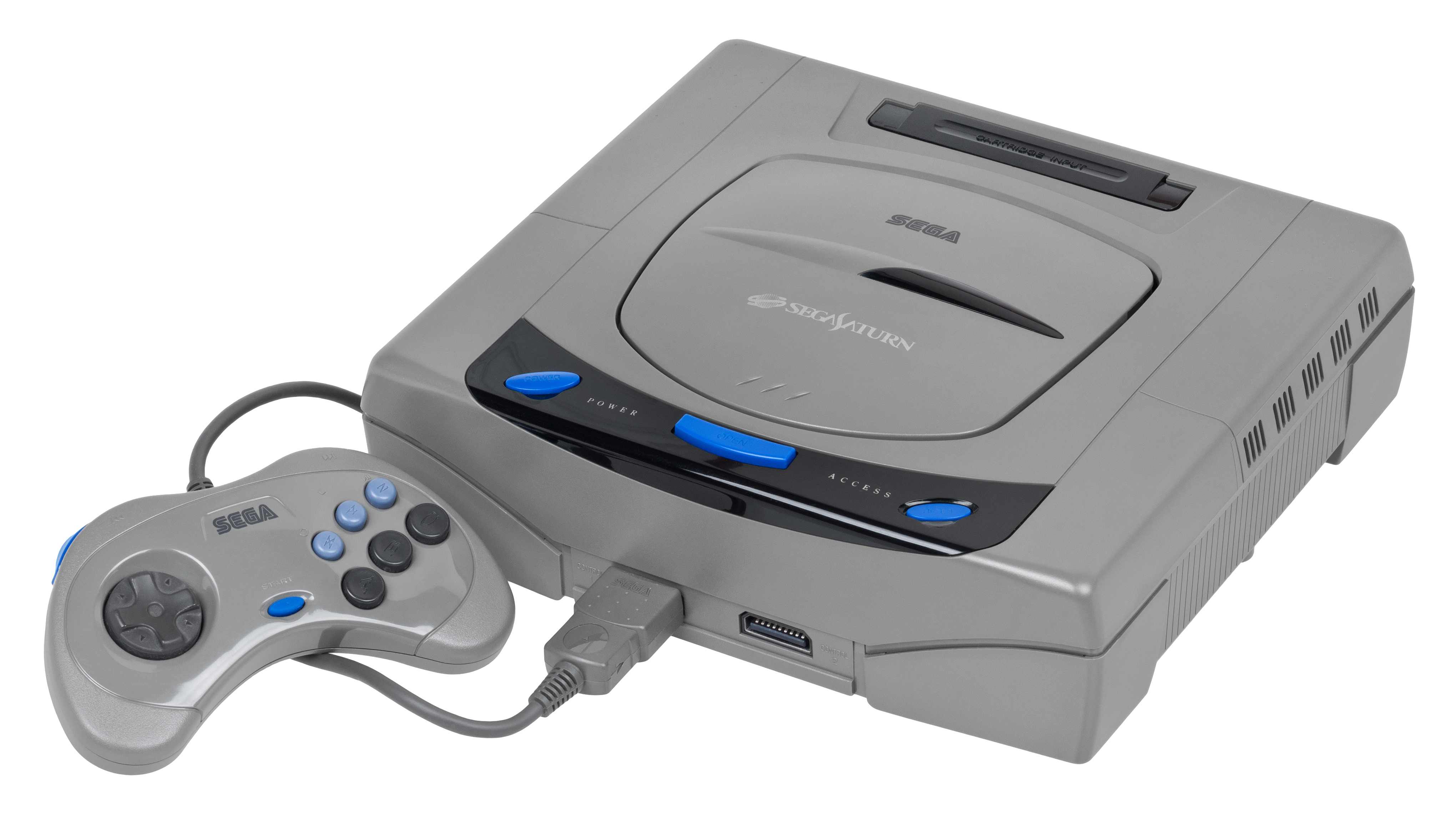
Sega Saturn (Japonsko)

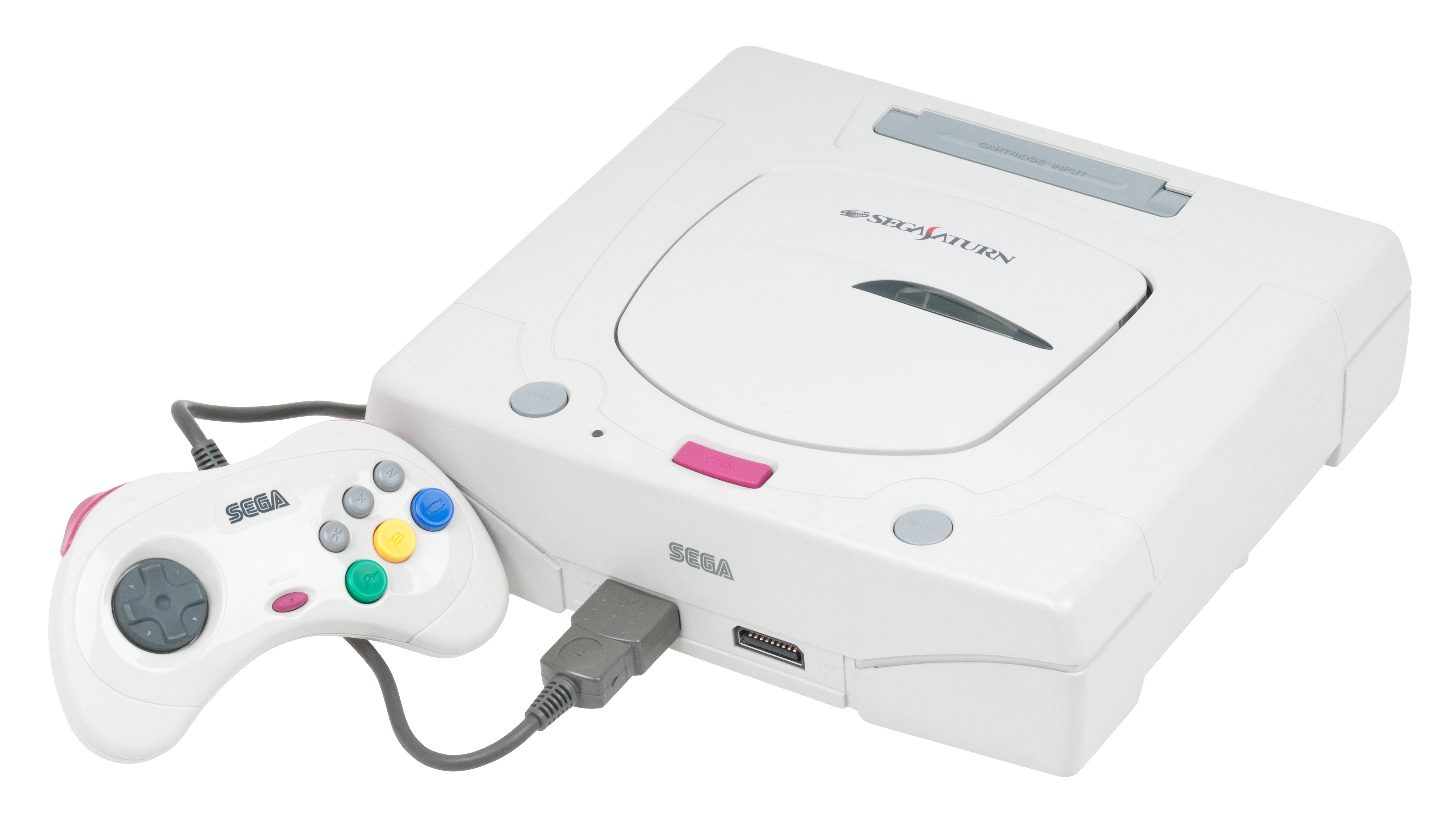
Sega Saturn II (Japonsko)

Ve své kategorii se jí nikdy nepodařilo stanout na vrcholu, její slávu zastínily komerčně úspěšnější konzole PlayStation a Nintendo 64. Důvodem mohlo být složitější programování her firem třetích stran, ale také cena. Zatímco na výstavě E3 v roce 1995 Sega vyhlásila „válku“ Sony, prodeje byly u Saturnu nesrovnatelně nižší také kvůli vyšší ceně hardware. Ten stál v té době 399 USD, PlayStation jen 299 USD.
Sega navíc podcenila hráčskou komunitu v zemích mimo Japonsko, neboť usoudila, že hry s estetikou manga, jako strategická RPG hra Sakura Taisen/Sakura Wars, japonsky サクラ大戦) nenajdou mimo Japonsko odezvu. V Japonsku měla konzole místo klasické černé, barvu šedou. V březnu 1996 ještě vyšla v Japonsku modernizovaná druhá generace konzole v bílé barvě, její cena klesla na polovinu.

### Pořadí prodejnosti konzolí páté generace
1. PlayStation – 100 milionů kusů (Japonsko: 21,59; USA: 40,78; Evropa: 40,12) (k 2010)
2. Nintendo 64 – 32,93 milionů kusů (Japonsko: 5,54; USA: 20,63; ostatní: 6,75) (k 31. březnu 2005)
3. Sega Saturn – 9,26 milionů kusů (Japonsko: 5,74; ostatní: 3,52) (k prosinci 2004)

Kvůli slabé odezvě bylo rozhodnuto o vývoji následníka Saturnu. Ten se jmenoval Sega Dreamcast, který byl oficiálně uveden roku 1997 opět na výstavě E3. Zároveň s jeho premiérou byl zastaven export Saturnu mimo Japonsko, jež vyvrcholil na sklonku roku 1998, a veškerá pozornost byla stran výrobce upřena na Dreamcast.

## Technické parametry

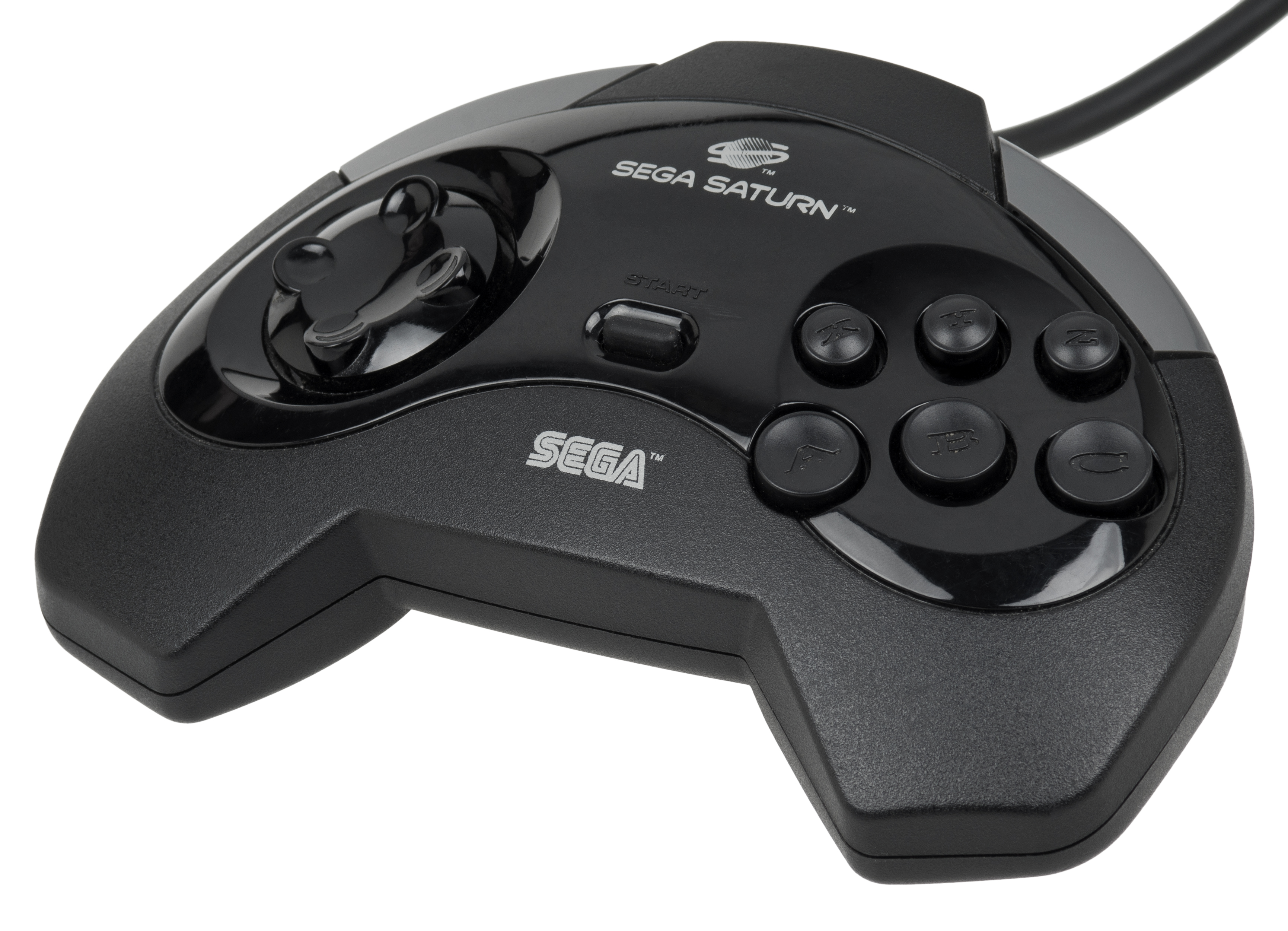
Ovladač k Sega Saturn

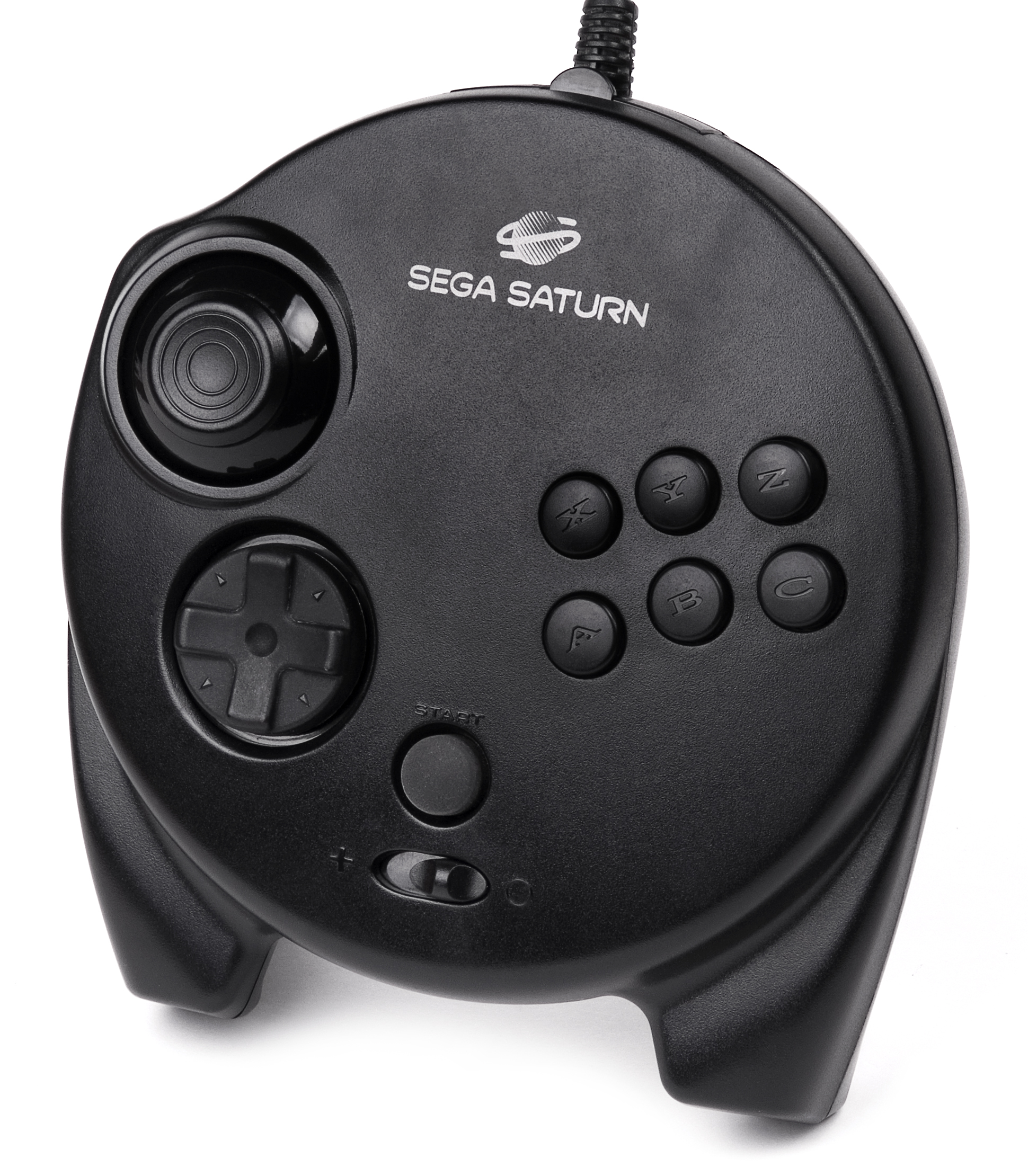
Ovladač 3D Pad k Sega Saturn

### Procesory
- 2x 32bitové RISC Hitachi SuperH-2 7604 procesory na 28,2 MHz (50 MIPS); 4 KB on-chip cache
- 1x 32bitový RISC SH-1 pro ovládání CD-ROM
- 1x volitelný, 32bitový videoprocesor VDP 1 na 7,159 MHz (NTSC) nebo 6,7116 (PAL)
- 1x volitelný, 32bitový videoprocesor VDP 2 na 7,159 MHz (NTSC) nebo 6,7116 (PAL)
- 1x volitelný, SCU (Saturn Control Unit) s DSP a DMA na 14,3 MHz
- 1x zvukový procesor Motorola 68EC000 na 11,3 MHz (1,5 MIPS)
- 1x zvukový DSP (digital signal processor) Yamaha FH1, neboli SCSP (Sega Custom Sound Processor) na 22,6 MHz
- 1x 4bitový Hitachi MCU, neboli System Memory & Peripheral Control

### Paměť
- 16 Mbit RAM
- 12 Mbit VRAM
- 4 kB VDP 2 (color RAM)
- 512 kB audio RAM
- 512 kB CD-ROM cache
- 32 kB systémová paměť (zálohovaná baterií)
- 512 kB BIOS ROM

### Video
- 32768 zároveň zobrazitelných barev z palety 16,7 milionu
- rozlišení od 320x224 do 704x480 bodů

### Audio
- 32-kanálový PCM zvuk, možnost FM syntézy

### Čtecí zařízení
- Saturn 2xSpeed CD-ROM

## Stěžejní tituly
Nejprodávanější a stěžejní tituly této konzole:
- Madden NFL 97
- Nights Into Dreams
- Virtua Fighter 2
- Virtua Fighter – první bojovka plně ve 3D s texturami (první ve 3D bylo 4D Sports Boxing na PC z roku 1991)
- Daytona USA
- Virtua Cop
- Tomb Raider
- Sega Rally Championship
- Sonic 3D Blast
- World Series Baseball
- Panzer Dragoon
- Sonic X-treme – „Saturn killer game“ – spíše neúspěch
- Clockwork Knight – uváděcí titul konzole (9. prosince 1994)